# Casa Grande (Arizona)
Casa Grande (o'odham: Wainom Wo:g) è una città della contea di Pinal, a circa metà strada tra Phoenix e Tucson, nello Stato dell'Arizona. Secondo il censimento del 2010, la popolazione della città era di 48.571 abitanti. Prende il nome dal Casa Grande Ruins National Monument, che in realtà si trova a Coolidge.

## Geografia fisica
Secondo lo United States Census Bureau, ha un'area totale di 110,20 mi² (285,42 km²).

## Storia
Casa Grande fu fondata nel 1879 durante il boom minerario dell'Arizona, in particolare per la presenza della Southern Pacific Railroad. Nel gennaio del 1880, la comunità di Terminus, che significa "fine della linea", fu fondata nonostante fosse composta da soli cinque residenti e tre edifici. Nel settembre del 1880, i dirigenti delle ferrovia rinominarono l'insediamento Casa Grande, dalle rovine degli Hohokam presso il vicino Casa Grande Ruins National Monument. Casa Grande crebbe lentamente, e subì numerosi ostacoli sia nel 1886 che nel 1893, quando gli incendi devastarono la città, distruggendo tutte le strutture abitative in legno al suo interno. Quando il boom minerario rallentò negli anni 1890, la città fu quasi abbandonata, ma con l'avvento dell'agricoltura, la città rimase viva e vegeta e alla fine fu incorporata nel 1915.
Uno dei padri fondatori di Casa Grande era Thompson Rodney Peart. Peart Road, Peart Park e il Peart Center, tutti elementi importanti di Casa Grande, portano il suo nome.
Casa Grande era sede di una società agricola collettiva che faceva parte del New Deal.
Secondo lo storico David Leighton, durante la seconda guerra mondiale, dal 1942 al 1945, un campo di internamento nippo-americano fu allestito al di fuori di Casa Grande, noto come Gila River War Relocation Center. Due persone importanti che sono state internate lì sono il futuro attore Pat Morita e il giocatore di baseball Kenichi Zenimura, che ha costruito un campo da baseball e creato una lega nel campo di internamento.
Casa Grande è sede del Francisco Grande Hotel & Golf Resort, ex centro di spring training per i San Francisco Giants. Poi il proprietario, Horace Stoneham, iniziò a sviluppare la proprietà nel 1959. La partita di esibizione fu giocata a Casa Grande nel 1961, con Willie Mays che percorreva una pista di casa di 375 piedi (114 m). I San Francisco Giants non giocano più al Francisco Grande, ma la piscina a forma di palla e mazza da baseball rimane in memoria dei tempi passati.
Durante la guerra fredda, Casa Grande era l'ubicazione dei Corona Satellite Calibration Targets. Questi obiettivi consistevano in frecce di cemento situate a sud e all'interno della città, che calibravano i satelliti del programma di spionaggio Corona.
Casa Grande ha anche svolto un ruolo di primo piano nel baseball semiprofessionistico e collegiale. I Casa Grande Cotton Kings, fondati nel 1948, si sono qualificati per le National Baseball Congress World Series dieci volte consecutivamente, vincendo i campionati statali dell'Arizona negli anni 1940 e anni 1950. La franchigia è stata riattivata negli anni 2000 e ora sono membri della Pacific Southwest Baseball League.

## Società

### Evoluzione demografica
Secondo il censimento del 2010, la popolazione era di 48.571 abitanti.

### Etnie e minoranze straniere
Secondo il censimento del 2010, la composizione etnica della città era formata dal 67,3% di bianchi, il 4,6% di afroamericani, il 4,6% di nativi americani, l'1,8% di asiatici, lo 0,2% di oceanici, il 16,4% di altre razze, e il 5,1% di due o più etnie. Ispanici o latinos di qualunque razza erano il 39,0% della popolazione.